# Isshin Tasuke
 (mai 2025).
Si vous disposez d'ouvrages ou d'articles de référence ou si vous connaissez des sites web de qualité traitant du thème abordé ici, merci de compléter l'article en donnant les références utiles à sa vérifiabilité et en les liant à la section « Notes et références ».
Isshin Tasuke (一心太助) est un personnage de fiction japonais qui est apparu dans des romans, pièces de théâtre, émissions de télévision, kōdan, films chanbara, etc. Sa première apparition connue est dans Ōkubo Musashi Abumi. Sa légende dit que Tokugawa Iemitsu lui rendait occasionnellement visite, incognito.